# K album
『K album』（ケイ・アルバム）は、KinKi Kidsの12枚目のオリジナル・アルバム。2011年11月9日発売。発売元はジャニーズ・エンタテイメント。

## 概要
前作から約2年ぶりのリリースとなる。アルバムの制作は2010年から行われたが、「これでは完成度的に物足りない」との判断により、発売が2011年となった。
「K album」のKには『絆・軌跡・感謝・感動』などのテーマが込められている。また、KinKi Kidsの「K」ということもあり、「全曲二人のオリジナル作品で」アルバムを制作することも提案されたが、テーマの一つである『絆』に着目し、本作では今までのKinKi Kidsの主にシングルの作詞、作曲等に携わってきた作家に全ての曲を提供して貰ったメモリアル・アルバムとなっている。また、楽曲提供した作家33人中29人が、過去に発売したシングル、アルバムに楽曲を提供、参加している。本アルバムも前作同様全曲2人で歌っており、ソロ曲はない。
本人たち曰く、それまでは自分たちも意見を出して曲を決めていたが、本作はあえて歌い手に徹して、デビュー当時に近い感覚でレコーディングをしたとのこと。これについて光一は「KinKi Kidsの“K"とか、集大成的な感じに取られるかもしれないけど、自分としては逆で。こういう素晴らしい方々に楽曲を提供していただけるのであれば、自分は歌うことに専念して、そこから受けたものをこれから伸ばしていくべきだろうな、と（感じた）。」と答えている。また剛は「『K album』なので、絶対に“KinKi Kids"というタイトルのアルバムにしたいという意志があった。だから、“KinKi Kids"ということで思いつくことをいろいろ案を出した結果、いままでの僕らの音楽を作ってくれた人たちに声をかけさせてもらって作らせて頂いた。」と答えている。
本作も、初回盤と通常盤の2種で発売された。初回盤はデビューシングル『硝子の少年』から31枚目のシングル『Time』まで全31曲のMusic Clipを収録したDVD付きで、通常盤はextra trackが2曲付いている。

## チャート成績
2011年1月21日付のオリコン週間ランキングで初週15.2万枚を売り上げて、初登場1位を記録した。『G album -24/7-』から8作連続・通算14作目となった。

## 収録曲

### Disc 1 / CD
※シングル曲の解説は各シングルのページを参照のこと。
1. 願う以上のこと 祈る以上のこと
  - 19thシングル「ね、がんばるよ。」以来のDREAMS COME TRUEの2人による提供曲で、実に約7年ぶりとなる。また武部聡志は「全部だきしめて」の編曲を手掛けている。
2. 同窓会
  - デビュー曲「硝子の少年」、近年では「スワンソング」など、数多くのシングルの作詞をした松本隆と「ビロードの闇」、「夏模様」 などを手掛けた林田健司による楽曲。
3. 危険な関係
  - 4thシングル「全部だきしめて」以来の吉田拓郎からの提供曲となる（ただし、「全部だきしめて」はカバーのため、完全新曲としては初となる）。
  - 本人達曰く、「拓郎さんと出会ったおかげで、楽器に触れ、自分たちで曲作りもするようになったため、いろいろこみあげてくる物があった」とのこと。
  - 後に吉田はアルバム『午後の天気』でセルフカバーした。
4. ラジコン
  - 前述の松本隆と6thシングル「やめないで,PURE」を作曲した筒美京平による楽曲。
5. さよならのエトランゼ
20thシングル「Anniversary」など多くの曲の作詞をしているSatomiと、2ndシングル「愛されるより愛したい」などを作曲した馬飼野康二による楽曲。
6. Family 〜ひとつになること
30thシングル。
7. いのちの最後のひとしずく
  - 1stシングル「硝子の少年」、3rdシングル「ジェットコースター・ロマンス」などに続く山下達郎による提供曲であるが、それらの楽曲では山下達郎は作曲のみ手掛けていたのに対し、この曲は作詞も手掛けている。2011年8月に発売された山下のアルバム『Ray Of Hope』に収録されている楽曲であり、書き下ろしでは無くカバーとなったのは、「この曲を歌いたい」というメンバー2人の意向によるもの[5]。また、作曲：山下達郎、編曲：船山基紀の組み合わせも「ジェットコースター・ロマンス」以来となる。
8. ヒマラヤ・ブルー
松本隆が作詞、「Anniversary」や11thシングル「ボクの背中には羽根がある」などに続く織田哲郎による提供曲。「ボクの背中には羽根がある」以来、松本と織田によるタッグである。
9. もっと もっと
13thシングル「Hey! みんな元気かい?」以来、約10年ぶりとなるYO-KINGの提供曲である。
10. 破滅的Passion
  - 22ndシングル「SNOW! SNOW! SNOW!」以来のタッグである。
11. 2nd Movement
  - シングルA面の楽曲提供はないが、26thシングル「永遠に」のカップリング曲である「涙、ひとひら」、「Bonnie Butterfly」などの作詞・作曲をしている井手コウジによる提供曲である。
12. Time
31stシングル。
13. きみとぼくのなかで
14thシングル「カナシミ ブルー」の作詞・作曲、16thシングル「永遠のBLOODS」の作曲などを手掛けた堂島孝平による提供曲。
14. 僕が生まれた日 (extra track)
  - 「青の時代」や10thシングル「もう君以外愛せない」を作詞・作曲したCannaの提供曲である。

通常盤にのみ収録。
15. Family ～ひとつになること [Unplugged] (extra track)
30thシングル、「Family 〜ひとつになること」のアレンジバージョン。
Marching Jプロジェクトの一環として公開された動画は、ピアノソロのみの編成であったが途中でコーラスが付け加えられた別バージョンである。
通常盤にのみ収録。

出版者 7：テンダベリー＆ハーヴェスト 、14：ROKSTONE MUSIC&ブライト・ノート・ミュージック（サブ出版者：ユニバーサル・ミュージック・パブリッシング Synch事業部、シンコーミュージック・エンタテイメント&ブライト・ノート・ミュージック）、その他全曲：ブライト・ノート・ミュージック

### Disc 2 / DVD
初回盤のみで、デビュー曲「硝子の少年」から「Time」まで全31曲のMusic Clip。

## 収録内容

### Disc 1 / CD
| #         | タイトル                                                                | 作詞               | 作曲              | 編曲                                         | 時間  |
| --------- | ----------------------------------------------------------------------- | ------------------ | ----------------- | -------------------------------------------- | ----- |
| 1.        | 「願う以上のこと 祈る以上のこと」                                       | 吉田美和           | 中村正人          | 武部聡志                                     | 4:45  |
| 2.        | 「同窓会」                                                              | 松本隆             | 林田健司          | CHOKKAKU / コーラスアレンジ: Ko-saku         | 4:04  |
| 3.        | 「危険な関係」                                                          | 吉田拓郎           | 吉田拓郎          | CHOKKAKU                                     | 4:51  |
| 4.        | 「ラジコン」                                                            | 松本隆             | 筒美京平          | 船山基紀 / コーラスアレンジ: 岩田雅之        | 4:08  |
| 5.        | 「さよならのエトランゼ」                                                | Satomi             | 馬飼野康二        | 岩田雅之                                     | 4:48  |
| 6.        | 「Family 〜ひとつになること」                                           | 堂本剛             | 堂本光一          | 吉田建 / ストリングスアレンジ: 旭純          | 5:21  |
| 7.        | 「いのちの最後のひとしずく」                                            | 山下達郎           | 山下達郎          | 船山基紀 / コーラスアレンジ: 高尾直樹        | 3:52  |
| 8.        | 「ヒマラヤ・ブルー」                                                    | 松本隆             | 織田哲郎          | 吉田健 / コーラスアレンジ: 松下誠            | 4:46  |
| 9.        | 「もっと もっと」                                                       | YO-KING            | YO-KING           | 堂島孝平                                     | 3:33  |
| 10.       | 「破滅的Passion」                                                       | 秋元康             | 伊秩弘将          | ha-j                                         | 4:24  |
| 11.       | 「2nd Movement」                                                        | 井手コウジ         | 井手コウジ        | 鈴木雅也                                     | 4:56  |
| 12.       | 「Time」                                                                | U-Key zone、mikula | U-Key zone        | U-Key zone / ストリングスアレンジ: SimonHale | 4:43  |
| 13.       | 「きみとぼくのなかで」                                                  | 堂島孝平           | 堂島孝平          | 堂島孝平                                     | 4:30  |
| 14.       | 「僕が生まれた日 (extra track)」(通常盤のみ収録)                        | canna              | Steve Mac、Shusui | 石塚知生                                     | 4:39  |
| 15.       | 「Family 〜ひとつになること [Unplugged] (extra track)」(通常盤のみ収録) | 堂本剛             | 堂本光一          | 武部聡志                                     | 5:48  |
| 合計時間: | 合計時間:                                                               | 合計時間:          | 合計時間:         | 合計時間:                                    | 69:08 |

### Disc 2 / DVD (初回限定盤のみ)
| #   | タイトル                                      | 作詞 | 作曲・編曲 |
| --- | --------------------------------------------- | ---- | ---------- |
| 1.  | 「硝子の少年」(Music Video)                   |      |            |
| 2.  | 「愛されるより 愛したい」(Music Video)        |      |            |
| 3.  | 「ジェットコースター・ロマンス」(Music Video) |      |            |
| 4.  | 「全部だきしめて」(Music Video)               |      |            |
| 5.  | 「シンデレラ・クリスマス」(Music Video)       |      |            |
| 6.  | 「やめないで,PURE」(Music Video)              |      |            |
| 7.  | 「フラワー」(Misic Video)                     |      |            |
| 8.  | 「雨のMelody」(Music Video)                   |      |            |
| 9.  | 「好きになってく 愛してく」(Music Video)      |      |            |
| 10. | 「夏の王様」(Music Video)                     |      |            |
| 11. | 「ボクの背中には羽根がある」(Music Video)     |      |            |
| 12. | 「情熱」(Music Video)                         |      |            |
| 13. | 「Hey! みんな元気かい?」(Music Video)         |      |            |
| 14. | 「カナシミ ブルー」(Music Video)              |      |            |
| 15. | 「solitude 〜真実のサヨナラ〜」(Music Video)  |      |            |
| 16. | 「永遠のBLOODS」(Music Video)                 |      |            |
| 17. | 「心に夢を君には愛を」(Music Video)           |      |            |
| 18. | 「薄荷キャンディー」(Music Video)             |      |            |
| 19. | 「ね、がんばるよ。」(Music Video)             |      |            |
| 20. | 「Anniversary」(Music Video)                  |      |            |
| 21. | 「ビロードの闇」(Music Video)                 |      |            |
| 22. | 「SNOW! SNOW! SNOW!」(Music Video)            |      |            |
| 23. | 「夏模様」(Misic Video)                       |      |            |
| 24. | 「Harmony of December」(Music Video)          |      |            |
| 25. | 「BRAND NEW SONG」(Music Video)               |      |            |
| 26. | 「永遠に」(Music Video)                       |      |            |
| 27. | 「Secret Code」(Music Video)                  |      |            |
| 28. | 「約束」(Music Video)                         |      |            |
| 29. | 「スワンソング」(Music Video)                 |      |            |
| 30. | 「Family 〜ひとつになること」(Music Video)    |      |            |
| 31. | 「Time」(Music Video)                         |      |            |

## 各作家陣の楽曲提供履歴
※本作品の1曲目から提供を受けた作家順。バージョン違いの曲は記載。KinKi Kidsの二人、CD化されていない作品、及び本作品収録楽曲は除く。
　（　）内の記述は、（詞）：作詞、（曲）：作曲、（編）：編曲、（コ）：コーラスアレンジ、（ス）：ストリングスアレンジ、（ラ）：ライブアレンジ、を意味する。
| 氏名                              | 数 | 提供楽曲 |
| --------------------------------- | -- | --- |
| 吉田美和                          | 1  | ね、がんばるよ。（詞・曲） |
| 中村正人                          | 1  | ね、がんばるよ。（曲・編） |
| 武部聡志                          | 2  | 全部だきしめて（編）、好きになってく 愛してく（編） |
| 松本隆                            | 9  | 硝子の少年（詞）、Kissからはじまるミステリー（詞）、ジェットコースター・ロマンス（詞）、このまま手をつないで（詞）、Happy Happy Greeting（詞）、シンデレラ・クリスマス（詞）、ボクの背中には羽根がある（詞）、ボクの背中には羽根がある (E Edit)（詞）、薄荷キャンディー（詞）、スワンソング （詞） |
| 林田健司                          | 5  | ビロードの闇（曲）、夏模様（曲）、Parental Advisory Explicit Content（曲）、ユメハジメハナ（曲）、宝石をちりばめて（曲） |
| CHOKKAKU                          | 24 | DISTANCE（編）、あの娘はSo Fine（編）、愛されるより 愛したい（編）、Message（編）、このまま手をつないで（編）、元気がくたくた（編）、ふらいんぐ・ぴーぷる '99（編）、to Heart（編）、Misty（編）、Hey!和（編）、 いつも僕は恋するんだろう（編）、Broken冷蔵庫（編）、カナシミ ブルー（編）、テノヒラ（編）、ビロードの闇（編）、ダイヤモンド・ストーリー（編）、真冬のパンセ（編）、BRAND NEW SONG（編）、永遠に（編）、Fu Fu Fu（編）、旅立ちの日（編）、面影（編）、宝石をちりばめて（編）、Missing（編） |
| Ko-saku                           | 3  | 星のロマンティカ（コ）、hesitated（コ）、Secret Code（コ） |
| 吉田拓郎                          | 1  | 全部だきしめて（曲） |
| 筒美京平                          | 1  | やめないで,PURE（曲） |
| 船山基紀                          | 8  | 僕は思う（編）、ひとりじゃない（編）、FRIENDS（編）、ジェットコースター・ロマンス（編）、HELLO（編）、BABY LOVE（編）、フラワー（編）、夏の王様（編） |
| 岩田雅之                          | 14 | せつない恋に気づいて（編）、DISTANCE（コ）、たよりにしてまっせ（コ）、愛されるより 愛したい（コ）、仮病をつかおう（曲・編）、愛なんてコトバじゃ言えない（曲・編）、キミは泣いてツヨくなる（コ）、Peaceful World（コ）、Back Fire（コ）、Broken冷蔵庫（コ）、In My Heart（コ）、BRAND NEW SONG（コ）、walk on...（編）、I will（編） |
| Satomi                            | 18 | 情熱（詞）、Funky Party（詞）、心に夢を君には愛を（詞）、ギラ☆ギラ（詞）、どらごん・ろ～ど（詞）、Anniversary（詞）、Anniversary -20th. memorial version-（詞）、ビロードの闇（詞）、Anniversary (Live at Tokyo Dome)（詞）、雪白の月（詞）、夏模様（詞）、孤独の街角（詞）、Love is the mirage...（詞）、Parental Advisory Explicit Content（詞）、永遠に（詞）、snapshot（詞）、Secret Code（詞）、旅立ちの日（詞）、深紅の花（詞）、つばさ -little wing-（詞）                                           |
| 馬飼野康二（※は、MARK DAVIS名義） | 4  | DISTANCE（曲※）、ひとりじゃない（曲※）、愛されるより 愛したい（曲）、このまま手をつないで（曲）、元気がくたくた（曲） |
| 吉田建                            | 13 | MY WISH（編）、情熱 (Acoustic Version)（編）、愛のかたまり（編）、ORANGE（編）、Anniversary (Live at Tokyo Dome)（編）、星のロマンティカ（編）、孤独の街角（編）、futari（編）、Parental Advisory Explicit Content（編）、Music of Life（編）、銀色 暗号（編）、Secret Code 〜KinKi you Live Version〜（ラ）、深紅の花（編） |
| 旭純                              | 1  | 深紅の花（ス） |
| 山下達郎                          | 4  | 硝子の少年（曲・編）、Kissからはじまるミステリー（曲・編）、ジェットコースター・ロマンス（曲）、Happy Happy Greeting（曲・編）、 |
| 高尾直樹                          | 0  | （無し） |
| 織田哲郎                          | 8  | ボクの背中には羽根がある（曲）、ボクの背中には羽根がある (E Edit)（曲）、Anniversary（曲）、Anniversary -20th. memorial version-（曲）、Anniversary (Live at Tokyo Dome)（曲）、99%LIBERTY（曲）、snapshot（曲）、つばさ -little wing-（曲） |
| 松下誠                            | 9  | Rocks（コ）、スッピンGirl（コ）、It's All Right（コ）、フラワー（コ）、Rocketman（コ）、エンジェル（コ）、駅までは同じ帰り道（コ）、スワンソング（コ）、憂鬱と虹（コ） |
| YO-KING                           | 1  | Hey! みんな元気かい?（詞・曲） |
| 堂島孝平                          | 8  | Misty（詞・曲）、こたえはきっと心の中に（詞・曲・編）、いつも僕は恋するんだろう（詞・曲）、カナシミ ブルー（詞・曲）、永遠のBLOODS（曲）、永遠のBLOODS (G-mix)（曲）、黒い朝・白い夜（詞・曲）、Secret Code（編） |
| 秋元康                            | 4  | 停電の夜には -On the night of a blackout-（詞）、SNOW! SNOW! SNOW!（詞）、風の色（詞）、足音（詞） |
| 伊秩弘将                          | 1  | SNOW! SNOW! SNOW!（曲） |
| ha-j                              | 10 | 月光（編）、solitude 〜真実のサヨナラ〜（編）、solitude 〜真実のサヨナラ〜 (New Edit)（編）、ひらひら（編）、月夜ノ物語（編）、永遠のBLOODS（編）、永遠のBLOODS (G-mix)（編）、Love Me More（編）、Harmony of December（編）、スワンソング（編） |
| 井手コウジ                        | 6  | Bonnie Butterfly（詞・曲・編）、Get it on（曲）、ミゾレ（詞・曲）、Arabesque ～千夜一夜の夢～（詞・曲）、星のロマンティカ（詞・曲・コ）、涙、ひとひら（詞・曲） |
| 鈴木雅也                          | 6  | 欲望のレイン（編）、-so young blues-（編）、Arabesque ～千夜一夜の夢～（編）、Get it on（編）、涙、ひとひら（編）、strategie（編） |
| U-Key zone                        | 1  | lOve in the Ø（曲・編） |
| mikula                            | 0  | （無し） |
| SimonHale                         | 0  | （無し） |
| canna                             | 1  | 青の時代（詞・曲） |
| Steve Mac                         | 0  | （無し） |
| Shusui（周水）                    | 4  | もう君以外愛せない（詞・曲）、君のためのうた（詞・曲）、世界中のみんなで…。（詞・曲）、Nothing but you（曲） |
| 石塚知生                          | 19 | キミは泣いてツヨくなる（編）、Peaceful World（編）、BRAND NEW DAY（編）、Back Fire（曲・編）、永遠の日々…（編）、WINTER KILL（編）、ふたつの引力（曲・編）、10 years（曲・編）、恋涙（編）、In My Heart（編）、NOASIS 〜愛の旅人〜（曲・編）、真冬のパンセ（曲）、hesitated（編）、風の色（編）、Loving（編）、足音（編）、憂鬱と虹（編）、Tears（編）、君と僕のうた（編） |

## 映像作品
願う以上のこと 祈る以上のこと
- King・KinKi Kids 2011-2012
- KinKi Kids Concert -Thank you for 15years- 2012-2013
- 2015-2016 Concert KinKi Kids

同窓会
- King・KinKi Kids 2011-2012

危険な関係
- King・KinKi Kids 2011-2012

ラジコン
- King・KinKi Kids 2011-2012

いのちの最後のひとしずく
- King・KinKi Kids 2011-2012

ヒマラヤ・ブルー
- King・KinKi Kids 2011-2012

もっと もっと
- King・KinKi Kids 2011-2012

破滅的Passion
- King・KinKi Kids 2011-2012

2nd Movement
- King・KinKi Kids 2011-2012

きみとぼくのなかで
- King・KinKi Kids 2011-2012

僕が生まれた日
- King・KinKi Kids 2011-2012